# Бункер (фильм, 2011)
«Тёмная сторона» (исп. La cara oculta) — психологический триллер 2011 года режиссёра Андреса Баиса. Премьера в Испании прошла 16 сентября 2011 года, в России — 8 ноября 2012 года.
В российском прокате фильм шёл под названием «Бункер».
Слоган картины — «Тебе никогда не откроют дверь»

## Сюжет
Молодой талантливый дирижёр Адриан, вернувшись домой, находит видеосообщение от своей девушки Белен. В ролике она заявляет герою, что уходит от него. Музыкант впадает в тоску, которую заливает алкоголем. Однажды вечером, выпивая в баре, Адриан знакомится с официанткой Фабианой. Вскоре у них возникают отношения, и девушка переезжает жить к парню. Через некоторое время Фабиана узнаёт, что бывшая спутница её возлюбленного Белен числится пропавшей без вести, а сам дирижёр является главным подозреваемым в этом деле. Полиция полагает, что он убил девушку и закопал тело в саду, однако никаких доказательств причастности Адриана к исчезновению Белен у правоохранителей нет.
Далее действие картины переносится назад, когда Адриан и Белен жили вместе. Женщина ревновала мужчину и небезосновательно подозревала его в связи со скрипачкой Вероникой, однако музыкант отрицал измену. Своими переживаниями девушка поделилась с хозяйкой дома, немкой Эммой, ныне проживающей в другом городе. Эмма советует Белен проверить возлюбленного, для чего показывает ей секретный бункер, расположенный в одной из комнат жилища. Его в послевоенное время строил супруг хозяйки, бывший офицер СС. Он опасался преследования, для чего оборудовал бункер звуконепроницаемым стеклом. Человек, находящийся внутри, мог видеть и слышать всё происходящее в спальне и в ванной комнате, но сам оставался невидимым для жильцов дома, услышать пленника также никто не мог. Эмма даёт Белен ключ от бункера и советует, инсценировав расставание, спрятаться там и понаблюдать за реакцией Адриана.
Белен решает воспользоваться этой идеей. Она собирает вещи, записывает «прощальное видео» и закрывается в бункере. Оттуда она видит, что Адриан очень расстроен уходом своей девушки. Эта реакция радует Белен, и она решает покинуть укрытие, однако выясняет, что попала в ловушку: в спешке убегая, Белен уронила ключ от тайной комнаты. Оказавшись взаперти, пленница обнаруживает, что телефон в бункере не ловит, а из еды там только давно просроченная тушёнка. В отчаянии она пытается кричать, подавать другие звуковые сигналы и даже долбить стену консервным ножом. Из-за стекла она наблюдает за жизнью Адриана и Фабианы. Периодически Белен пытается подавать им знаки, надеясь, что пара обратит на них внимание.
Однажды сигналы пленницы замечает Фабиана. Она быстро догадывается о наличии в доме секретной комнаты и понимает, что там заперта бывшая возлюбленная её парня. Найдя ключ от бункера и обнаружив замочную скважину, Фабиана решает не открывать дверь и оставить пленницу внутри.
Через какое-то время Фабиана, движимая муками совести, начинает разговаривать с Белен и интересоваться её самочувствием, однако постоялица бункера не отвечает. Обеспокоенная Фабиана проникает в комнату, где находит лежащую без движения Белен. Когда Фабиана подходит поближе, пленница бьёт её бутылкой по голове и поспешно выбегает на свободу, заперев за собой дверь и забрав ключ.
Вернувшийся домой Адриан не застаёт дома ни одну из девушек: Белен не смогла его простить и исчезла, оставив в спальне их совместную фотографию и ключ от бункера. Фабиана заперта в секретном убежище.
В доме дирижёра Адриана раздаётся телефонный звонок. Голос на автоответчике сообщает, что хозяйка жилища Эмма (единственный, кроме Белен, человек, знавший о бункере), умерла и дом выставлен на продажу.

## В ролях
- Ким Гутьеррес — Адриан
- Клара Лаго — Белен
- Мартина Гарсия — Фабиана
- Марсела Мар[исп.] — Вероника
- Хуан Альфонсо Баптиста — полицейский
- Александра Стюарт — Эмма

## Релиз
- Испания — 16 сентября 2011
- Италия — 10 февраля 2012
- Франция — 4 июля 2012
- Япония — 8 сентября 2012
- Германия — 13 сентября 2012
- Россия — 8 ноября 2012
- Украина — 29 ноября 2012